# 伊朗副南鰍
伊朗副南鰍（學名：Paraschistura bampurensis），為輻鰭魚綱鯉形目條鰍科副南鰍屬的其中一種。分布於亞洲伊朗、阿富汗及巴基斯坦淡水流域，體長可達5.9公分，棲息在河川底中層水域，生活習性不明。

## 扩展阅读
維基物種上的相關：伊朗副南鰍